# Nesorhinus
Nesorhinus — рід носорогів з плейстоцену Азії. Він містить два види: Nesorhinus philippinensis з Лусона, Філіппіни та Nesorhinus hayasakai (раніше Rhinoceros sinensis hayasakai) з Тайваню.

## Еволюція
Філогенетично Nesorhinus є сестринським таксоном клади, що складається з Dicerorhinus і Rhinoceros. Його описувачі припустили, що він переміщався з островів Азії на Тайвань і Лусон десь у пізньому міоцені або пізніше.
Nesorhinus philippinensis був меншим і менш міцним, ніж інші носороги, що свідчить про те, що він був схильний до острівної карликовості, перший з непарнопалих.